# Victoire de l'album de variété instrumentale
La Victoire de l'album de variété instrumentale de l'année est une ancienne récompense musicale française décernée annuellement lors des Victoires de la musique en 1985, 1986 et de 1992 à 1996. Elle venait primer le meilleur album de variété dite instrumentale, selon les critères d'un collège de professionnels.

## Palmarès
- 1985 : Zoolook de Jean Michel Jarre
- 1986 : Rendez-vous de Jean Michel Jarre (2)
- 1992 : Explorer de Jean-Jacques Milteau
- 1993 : Négropolitaines vol. 2 de Manu Dibango
- 1994 : Cross over USA de Claude Bolling
- 1995 : Jonasz en noires et blanches de Jean-Yves D'Angelo
- 1996 : Les Parapluies de Cherbourg, Un été 42, Yentl et Le Messager de Michel Legrand